# ナサニエル・シルクレット

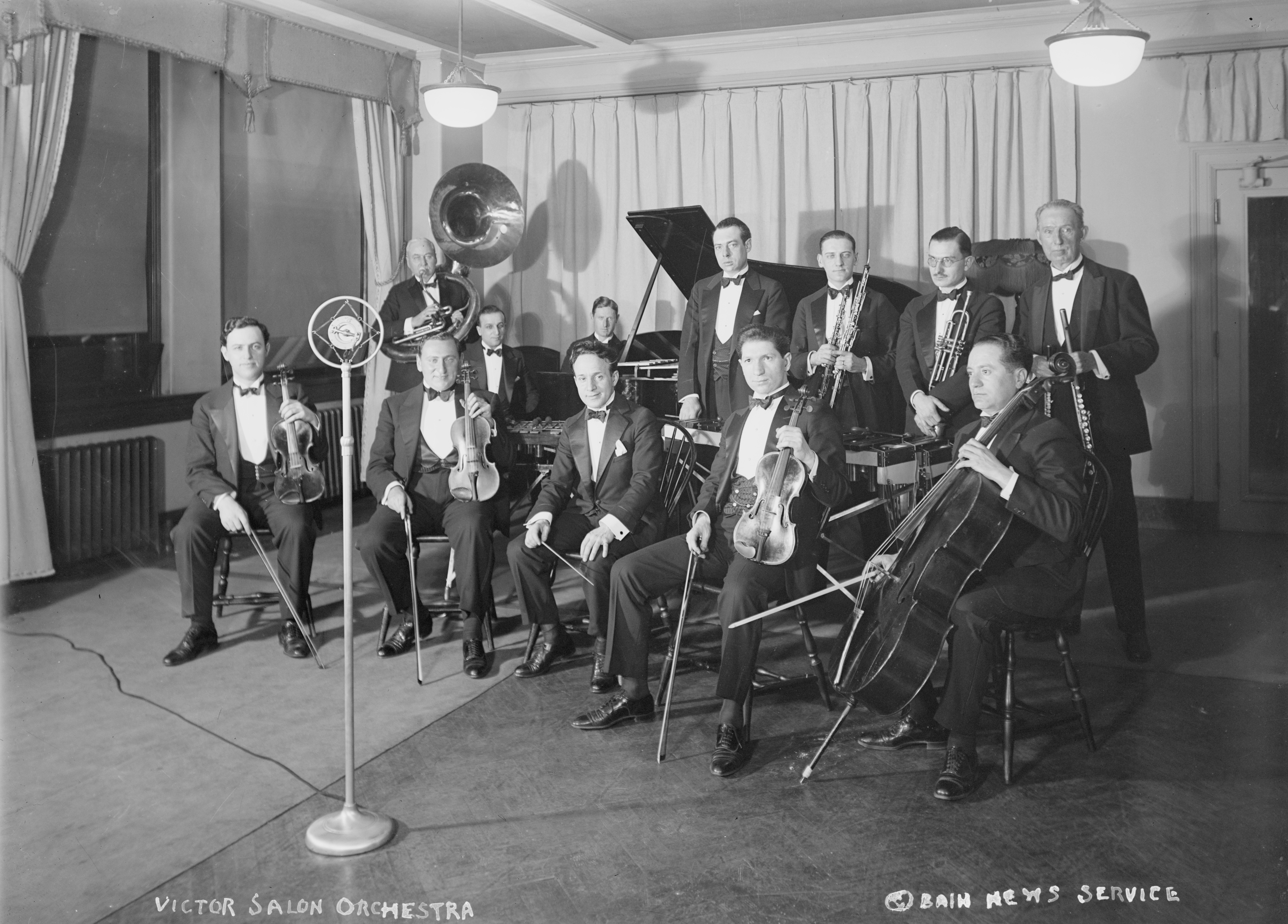
ビクター・サロンオーケストラとシルクレット（中央・1925年）

ナサニエル・シルクレット（Nathaniel Shilkret、1889年12月25日 - 1982年2月18日）は、アメリカ合衆国の作曲家、指揮者、ピアニスト、クラリネット奏者。
1895年12月25日ニューヨーク出身。オーストリアから移住したユダヤ人の家庭に生まれる。幼いころよりピアノとクラリネットを学び、1910年代から1920年代はじめにはニューヨーク交響楽団やメトロポリタン歌劇場管弦楽団のクラリネット奏者として活動し、またジョン・フィリップ・スーザ率いるスーザ吹奏楽団にも参加した。
1926年にRCAビクターの軽音楽部門の責任者となり、クラシック音楽やジャズの録音を精力的に行った。共演したミュージシャンにはオペラ歌手のエンリコ・カルーソー、フョードル・シャリアピン、ローザ・ポンセル、ヴァイオリニストのヤッシャ・ハイフェッツ、ジャズ・ミュージシャンのルイ・アームストロング、ベニー・グッドマン、歌手のフランク・シナトラらがいる。1929年には指揮者として、ジョージ・ガーシュウィンの『パリのアメリカ人』の初レコーディングを行った。この録音により没後、グラミー賞を受賞した。また1928年から1951年まで多数の映画音楽を手がけた。
クラシック音楽の作品としては、クラリネット五重奏曲、交響詩『スカイウォード』（1928年）、トロンボーン協奏曲（1942年）、『創世記組曲』（1944年、アルノルト・シェーンベルク、ダリウス・ミヨー、アレクサンドル・タンスマン、マリオ・カステルヌオーヴォ＝テデスコ、エルンスト・トッホ、イーゴリ・ストラヴィンスキーと共作）などがある。